# Sri-lankische Badmintonmeisterschaft 2003
Die Sri-lankische Badmintonmeisterschaft 2003 fand im November 2003 in Colombo statt. Es war die 51. Austragung der nationalen Titelkämpfe im Badminton in Sri Lanka.

## Austragungsort
- Royal College Sports Complex, Colombo

## Finalergebnisse
| Disziplin    | Sieger                                    | Finalist                             | Ergebnis         |
| ------------ | ----------------------------------------- | ------------------------------------ | ---------------- |
| Herreneinzel | Niluka Karunaratne                        | Thushara Edirisinghe                 | 15-10, 15-13     |
| Dameneinzel  | Chandrika de Silva                        | Thilini Jayasinghe                   | 11-8, 11-3       |
| Herrendoppel | Niluka Karunaratne Chameera Kumarapperuma | Dinesh Ranasinghe Udaya Wanasinghe   |                  |
| Damendoppel  | Chandrika de Silva Pameesha Dishanthi     | Thilini Jayasinghe Amali Amarasinghe | 15-9, 15-3       |
| Mixed        | Thushara Edirisinghe Chandrika de Silva   | Jude Fernando Yasintha Liyanage      | 15-9, 7-15, 15-1 |